# Zračna luka Fasa
Zračna luka Fasa (IATA kod: FAZ, ICAO kod: OISF) smještena je kod grada Fase u južnom dijelu Irana odnosno pokrajini Fars. Nalazi se na nadmorskoj visini od 1299 m. Zračna luka ima jednuasfaltiranu uzletno-sletnu stazu dužine 1982 m, a koristi se za tuzemne letove. Vodeći zračni prijevoznik koji nudi redovne letove za Teheran-Mehrabad u ovoj zračnoj luci je Iran Aseman Airlines.

## Vanjske poveznice
- (engl.) DAFIF, World Aero Data: OISF  Arhivirana inačica izvorne stranice od 6. kolovoza 2011. (Wayback Machine)
- (engl.) DAFIF, Great Circle Mapper: FAZ